# Le Bretagne et sa résidence
Le Bretagne et sa résidence (ou, plus simplement, Le Bretagne) était un hôtel-restaurant de Questembert (Morbihan). L'hôtel était classé « quatre étoiles » et le restaurant a été doté de deux étoiles dans le Guide Michelin jusqu'en 2004. L'établissement a fermé en 2015.

## Description
Le Bretagne est localisé dans le centre de Questembert, à proximité des halles historiques.

### Histoire
Le bâtiment abritant le Bretagne a été construit en 1875 et a d'abord accueilli un relais de poste et une pension de famille. En 1907, l'établissement a été acquis par les dames Flohic et il fut l'un des premiers restaurants référencés dans le Guide Michelin. En 1964, il fut repris par la famille Paineau, qui supprima les écuries en 1971 et exécuta d'importants travaux de rénovation tout en conservant l'aspect extérieur. Le Bretagne était doté de deux étoiles Michelin jusqu'en 2004. En 2006, les frères Orillac en firent l'acquisition et y apportèrent une touche de modernité.

### Hébergement
À sa fermeture, l'établissement disposait de trois suites et de six chambres de haut standing. Il était classé quatre étoiles depuis 1992.

### Restauration
Les derniers propriétaires, les frères Orillac, proposaient une cuisine reposant sur des produits naturels, issus de l'agriculture biologique ou raisonnée (asperges, artichauts, épinards, navets, céréales), et sur des poissons et des fruits de mer sauvages (araignées de mer, ormeaux, langoustines, saint-pierres, homards). 
Le Guide Michelin lui accordait une étoile (perdue en 2013) et le Gault et Millau deux toques. 
Depuis 2012, le chef était Jullian Pekle.